# 松平頼看
松平 頼看（まつだいら よりみ）は、江戸時代中期の大名。伊予西条藩7代藩主。官位は従四位下・侍従、雅楽頭。

## 略歴
安永2年12月11日（1774年1月22日）、6代藩主・松平頼謙の長男として誕生。母は永石氏。
天明8年（1788年）に叙任する。寛政7年（1795年）8月7日、父の隠居により跡を継ぐが、寛政9年（1797年）正月20日、父に先立って25歳で死去した。一人娘しかいなかったため、家督は弟で養嗣子の頼啓が継いだ。

## 系譜
- 父：松平頼謙（1755年 - 1806年）
- 母：永石氏
- 正室：保姫 - 徳川重倫（頼謙の次兄）の養女、松平頼興（頼謙の五兄）の娘
- 生母不明の子女
  - 女子：峯
- 養子
  - 男子：松平頼啓（1785年 - 1848年） - 松平頼謙の三男